# Нептуній
Нептуній (лат. Neptunium) — хімічний елемент з атомним номером 93, актиноїд, перший трансурановий елемент. Названий на честь планети Нептун. Позначається символом Np. Усі ізотопи нептунію радіоактивні, тому він практично не зустрічається в природі. Штучний нептуній утворюється як побічний продукт при роботі ядерних реакторів. Щороку виробляється близько п'яти тонн нептунію.Нептуній був уперше отриманий Е. М. Макмілланом і Ф. Г. Абельсоном у 1940 році у процесі обстрілювання урану нейтронами.
{\displaystyle \mathrm {^{238}_{\ 92}U\ +\ _{0}^{1}n\ \longrightarrow \ _{\ 92}^{239}U\ {\xrightarrow[{23\ min}]{\beta ^{-}}}\ _{\ 93}^{239}Np} }
Відомо 20 ізотопів нептунію, найбільш стабільний з яких, нептуній-237, має період напіврозпаду 2,144 мільйона років.

## Історія

### Хибні повідомлення про відкриття
У 1934 році Ірен і Фредерік Жоліо-Кюрі відкрили явище штучної радіоактивності — при опроміненні альфа-частинками, що їх випромінював радіоактивний полоній, бору, алюмінію і магнію, ті, в свою чергу, починали випромінювати позитрони, і до того ж емісія позитронів продовжувалося і після припинення опромінення альфа-частинками, спадаючи експоненційно. Це явище правильно було пояснене тим, що альфа частинка, проникаючи в ядро, зливалася з ним, утворюючи штучні нестабільні ядра.
Проте бомбардування вольфраму, золота і свинцю не дала результатів, що було пов'язане з тим, що важкі ядра мають високий позитивний заряд, і відштовхують альфа-частинки. Того ж року, група фізиків з Римського університету на чолі з Енріко Фермі почала серію експериментів з опромінення елементів нейтронами, відкритими за два роки до того. Нейтрони не мають електричного заряду, а тому можуть легко проникати в будь-які ядра. Перші експерименти з опроміненням фтору завершилися успіхом, і Фермі перейшов до експериментів з більш важкими елементами, аж до найважчого відомого тоді елементу, урану. Очікувалося, що уран, захопивши нейтрон, зазнає бета-розпаду, і перетвориться на елемент номер 93.
У опроміненому урані дійсно виникала наведена радіоактивність, а експерименти показали, що радіоактивний елемент з періодом напіврозпаду 13 хвилин, хімічно є подібним до ренію (а у той час вважалося, що елемент 93 є хімічним аналогом ренію). Для того щоб підтвердити, що цей елемент є елементом 93, Фермі розчинив уран, а потів видалив з розчину усі елементи з атомними масами від 82 до 92. Радіоактивність збереглася, тому виникла впевненість, що новий елемент знайдено. Проте подальші експерименти поставили цей факт під сумнів, тому що при опроміненні урану виникали ізотопи елементів, легших за свинець. Врешті решт, у 1938 році Отто Ган, Ліза Майтнер і Фріц Штрассман показали, що поглинання нейтрона викликає поділ ядра урану на легкі радіоактивні ізотопи.

### Відкриття

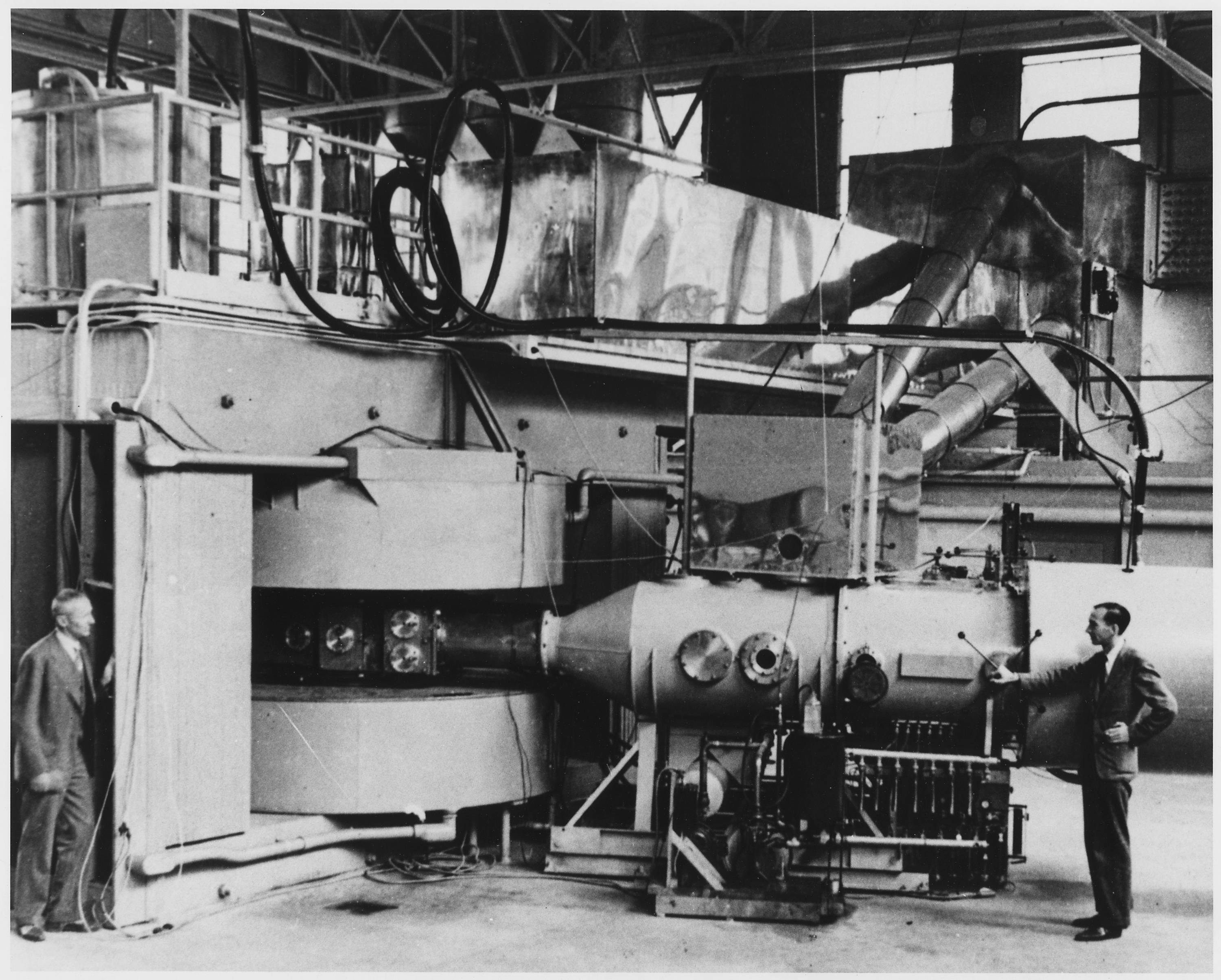
60-дюймовий циклотрон, на якому працював Макміллан

У 1940 році група Едвіна Макміллана працювала на циклотроні в Берклі. У своєму експерименті, вони розганяли ядра дейтерію, пучок яких падав на берилієву мішень, породжуючи інтенсивний (у мільйони разів інтенсивніший, ніж у дослідах Фермі) потік нейтронів, яким опромінювали кілька листків папіросного паперу, перший з яких було вкрито ураном. Легкі уламки, що утворювалися при поділі ядра опроміненого урану, мали достатню енергію щоб вилетіти з паперу і осісти на інших листках. За радіоактивністю окремих листків Макмілан міг визначити енергії уламків. Проте, дослідивши перший листок він помітив, що окрім урану-239 з періодом напіврозпаду у 23 хвилини, на ньому був присутній ще один елемент, з періодом напіврозпаду 2,3 доби. Оскільки він не вилетів з листка, можна було припустити, що цей ізотоп є доволі важким, і не є продуктом поділу ядра урану. Макмілан, з допомогою Филипа Абельсона, змогли показати, що цей елемент є хімічно близьким до урану, а пізніше, що він є ізотопом нового елементу, що утворювався при бета-розпаді урану-239.
Пізніше, у 1942, Сіборг і Артур Валь змогли зібрати більш стійкий ізотоп, нептуній-237.

### Походження назви
У 1934 Італія, де працював Фермі, знаходилася під владою Муссоліні. Фашисти багато інвестували у роботу Фермі, щоб продемонструвати вищість італійської науки, тому зажадали назви «муссоліній» для нового елементу, проте потім цю ідею було відкликано, щоб уникнути асоціацій швидкорозпадного елементу з самим дуче. Для елементу 93 було запропоновано назву «аузоній».
Крім Фермі, у той же час кілька інших дослідників повідомили про відкриття нового елементу. Так, чеський інженер Одонер Коблік у 1934 році виділив з уранової смолки осад, який він ідентифікував як елемент з масою 240, і запропонував для нього назву «богемій». У 1938 році Голубей і Кошуа заявили про відкриття нового елементу після рентгенівського дослідження монациту і бетафіту, і запропонували для нього назву «сікваніум». Усі ці відкриття надалі не підтвердилися.
Назву нептуній запропонував Макміллан, бо новий елемент йшов за ураном, так само як планета Нептун, у Сонячній системі йде планетою Уран.
Символ Np для позначення нептунію був затверджений у 1948 році за пропозицією Сіборга.

## Фізичні властивості

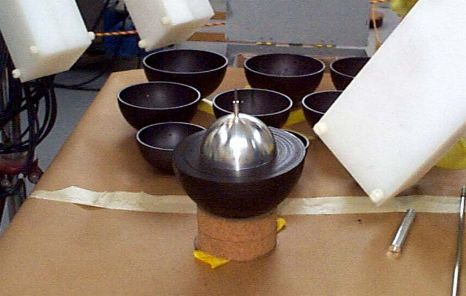
Куля з нептунію-237 у чашках із збагаченого урану (чорний)

Радіоактивний ряд нептунію

Нептуній — сріблястий, дуже важкий, порівняно м'який метал. За фізичними властивостями подібний до урану. Критична маса нептунію-237 — 60 кілограмів. Основний кінцевий продукт розпаду цього ізотопу — талій-205, а не свинець, як у урану або плутонію (на практиці можна вважати, що ряд закінчується вісмутом-209, що має період напіврозпаду більш ніж 1019 років). Питома радіоактивність — 1,5 мільйона α-розпадів за хвилину на мг.
Нептуній, як і плутоній, має порівняно низьку температуру плавлення — 644 °C (причиною цього є гібридизація 5f і 6d орбіталей ), а випаровується при 4174 °C, що робить його елементом з найширшим температурним діапазоном рідкого стану.
Як і інші метали, нептуній є провідником з питомим опором 1,2×10−6 Ом·м. Відомий надпровідник, що містить у своєму складі нептуній — NpPd5Al2.
На повітрі нептуній швидко вкривається тонкою оксидною плівкою, а дрібнодисперсний нептуній може самозайматись.
Як і плутоній, і америцій, чистий нептуній — парамагнетик. При цьому сполуки нептунію можуть бути феромагнетиками, антиферомагнетиками.
Існує три алотропні модифікації нептунію, що позначаються літерами α, β і γ.
| Модифікація | Тип ґратки                | Постійні ґратки(Ǻ)      | Густина (г/см3) |
| ----------- | ------------------------- | ----------------------- | --------------- |
| α           | Орторомбічна              | a=6.663 b=4.723 c=4.887 | 20.45           |
| β           | Тетрагональна             | a=4.897 c=3.388         | 19.36           |
| γ           | Об'ємноцентрована кубічна | a=3.518                 | 18              |

Перехід α→β відбувається при 555 К і має ентальпію переходу 4730 Дж/моль, перехід β→γ відбувається при 856 К і має ентальпію переходу 2990 Дж/моль. Потрійна точка β-фази, γ-фази і рідини реалізується за температури 998 К і тиску 3200 МПа.

## Хімічні властивості

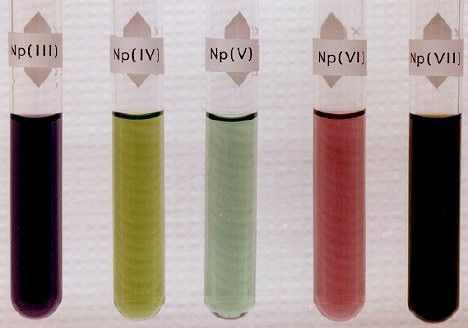
Розчини іонів нептунію різних ступенів окиснення

У нептунія у хімічних реакціях беруть участь електрони 7s-, 6d- і 5f- орбіталей. Завдяки цьому, нептуній може мати ступені окиснення +2, +3, +4, +5, +6 і +7. Нептуній є хімічно активним, швидко окислюється в нормальних умовах, а вже при 50 °C взаємодіє з воднем. Нептуній легко взаємодіє з галогенами і повільно — з азотом.
Відомі два оксиди нептунію — NpO2 Np2O5, численні галогеніди (хлориди, броміди, йодиді, фториди), гідрид, карбід, силіцид, нітрид і фосфід нептунію.
Нептуній утворює численні сульфіди — NpS, NpS3,Np2S5,Np3S5,Np2S3,Np3S4. Також існують різноманітні органометалічні сполуки з нептунієм.
У розчині нептуній може мати усі ступені окиснення від +3 до +7. Відповідні іони мають вигляд Np3+, Np4+, NpO2+, NpO22+, NpO53-.

## Нептуній в природі
Період напіврозпаду найстабільнішого ізотопу нептунію — трохи більше 2 мільйонів років, тому будь-яка його кількість, що існувала при утворенні Землі (що відбулося 4,5 мільярди років тому), вже розпалася. Втім, невелика кількість нептунію може утворюватись у уранових рудах наступним чином: нейтрони, що утворюються при спонтанному поділі ядра урану, можуть, взаємодіючи з оточуючим ураном, викликати його перетворення на нептуній. Розпад і утворення нептунію знаходяться у динамічній рівновазі. Експерименти показують, що відношення кількості нептунію до урану в породі може досягати 10−12. Загальна кількість урану в земній корі становить близько 1,3×1014 тонн, тому кількість природного нептунію може становити десятки тонн.
Також, велика кількість нептунію потрапила в навколишнє середовище під час атмосферних ядерних випробовувань — за оцінками, близько 2,5 тонн.

## Отримання

### Синтез
Нептуній утворюється у кількох типах ядерних реакцій.
Нептуній 237, 238 і 239 утворюються у ядерних реакторах за наступними схемами:
{\displaystyle _{\ 92}^{238}\mathrm {U} (n,2n)_{\ 92}^{237}\mathrm {U} {\xrightarrow[{6.75d}]{\beta ^{-}}}\ _{\ 93}^{237}\mathrm {Np} }
{\displaystyle _{\ 92}^{235}\mathrm {U} (n,\gamma )_{\ 92}^{236}U(n,\gamma )_{\ 92}^{237}\mathrm {U} \xrightarrow {\beta ^{-}} \ _{\ 93}^{237}\mathrm {Np} }
{\displaystyle _{\ 92}^{238}\mathrm {U} (n,\gamma )_{\ 92}^{239}\mathrm {U} \xrightarrow {\beta ^{-}} \ _{\ 93}^{239}\mathrm {Np} }
{\displaystyle _{\ 93}^{239}\mathrm {Np} \xrightarrow {\beta ^{-}} \ _{\ 94}^{239}\mathrm {Pu} (n,\gamma )_{\ 94}^{240}\mathrm {Pu} \xrightarrow {\beta ^{-}} \ _{\ 95}^{240}\mathrm {Am} (n,\gamma )_{\ 95}^{241}\mathrm {Am} \xrightarrow {\alpha } \ _{\ 93}^{237}\mathrm {Np} }
{\displaystyle _{\ 93}^{237}\mathrm {Np} (n,\gamma )_{\ 93}^{238}\mathrm {Np} }
Ізотопи 235 і 236 отримуються на циклотронах, шляхом зіткнень ядер урану з протонами та ядрами дейтерію:
{\displaystyle _{\ 92}^{235}\mathrm {U} (d,n)_{\ 93}^{236}\mathrm {Np} }
{\displaystyle _{\ 92}^{235}\mathrm {U} (p,n)_{\ 93}^{235}\mathrm {Np} }
Потенціал до накопичення має тільки ізотоп 237, що виробляється у великій кількості, і має значний період напіврозпаду.
Нептуній складає близько 0,05 % відпрацьованого ядерного палива.

### Очищення
Відпрацьоване ядерне паливо розділяється на компоненти у багатоступеневому комплексному процесі, що називається пюрекс-процесс (Plutonium Uranium Refining by Extraction). Одним з його результатів є виділення нептунієвої складової, що відбувається шляхом його екстракції за допомогою трибутилфосфату ((CH3CH2CH2CH2O)3PO).

## Використання
Нептуній наразі не має комерційного застосування, проте використовується у наукових та військових цілях з метою отримання плутонію, а також для детекторів швидких нейтронів. Теоретично, нептуній може використовуватися як основний елемент ядерної зброї, проте наразі не відомо про існування таких варіантів атомних бомб